# Mulan
Mulan é um filme de animação estadunidense de 1998 dos gêneros aventura, comédia e musical produzido pela Walt Disney Pictures. Baseado na lenda chinesa de Hua Mulan, o filme foi dirigido por Barry Cook e Tony Bancroft, e produzido por Pam Coats a partir de um roteiro de Rita Hsiao, Christopher Sanders, Philip LaZebnik e a equipe de roteiristas Raymond Singer e Eugenia Bostwick-Singer, sendo inspirado numa história de Robert D. San Souci. Ming-Na Wen, Eddie Murphy, Miguel Ferrer e BD Wong estrelam a dublagem original em inglês como Mulan, Mushu, Shan Yu e Capitão Li Shang, respectivamente, enquanto Jackie Chan forneceu a voz de Li Shang para as dublagens chinesas do filme. O enredo do filme ocorre durante a dinastia Han, onde Fa Mulan, filha do guerreiro Fa Zhou, finge ser um homem para ocupar o lugar de seu pai durante um recrutamento geral para combater uma invasão huno.
Mulan foi o primeiro de três longas produzidos principalmente no estúdio de animação do Disney-MGM Studios (agora Disney's Hollywood Studios) em Bay Lake, Flórida. O desenvolvimento do filme começou em 1994, quando vários supervisores artísticos foram enviados à China para receber inspiração artística e cultural.
Estreando no Hollywood Bowl em Los Angeles em 5 de junho de 1998 e lançado comercialmente nos Estados Unidos em 19 de junho, o filme foi bem recebido pela crítica e pelo público, que elogiou a animação, o enredo, os personagens (principalmente a personagem-título) e a trilha sonora. Arrecadou mais de US$ 304 milhões em todo o mundo contra um orçamento de produção de US$ 90 milhões. Mulan recebeu uma indicação ao Globo de Ouro e ao Óscar, além de ganhar vários prêmios Annie, incluindo Melhor Filme de Animação. Ganhou uma sequência lançada diretamente em vídeo, Mulan II em 2004, e um remake em live-action dirigido por Niki Caro, sendo lançado em 4 de setembro de 2020.

## Enredo
Os Hunos, que são liderados pelo implacável Shan Yu, invadem a China na época da Dinastia Wei do Norte, passando a Grande Muralha. O imperador chinês ordena uma mobilização geral, com notificações de recrutamento exigindo que um homem de cada família se junte ao exército chinês. Quando Fa Mulan ouve que seu pai idoso Fa Zhou, o único homem de sua família e um veterano do exército, está mais uma vez a ir à guerra, ela fica ansiosa e apreensiva devido à sua saúde enfraquecida. Tomando a antiga armadura de seu pai, ela se disfarça de homem para poder se alistar em vez de ser mãe. A família rapidamente descobre sua partida, e a avó de Mulan reza para os antepassados da família pela sua segurança. Os ancestrais ordenam seu "grande dragão de pedra" para proteger Mulan. Um pequeno dragão chamado Mushu, um ex-guardião desonrado, é enviado para despertar o dragão de pedra, mas acidentalmente o destrói durante o processo, que depois esconde dos seus ancestrais e resolve proteger ele próprio a Mulan.
Recrutando-se ao campo de treinamento, Mulan é capaz de passar como homem, embora suas habilidades militares estejam inicialmente ausentes. Mushu fornece orientação desajeitada para Mulan sobre como se comportar como um homem. Sob o comando do Capitão Li Shang, ela e seus colegas recrutas Yao, Ling e Chien-Po gradualmente se tornam guerreiros treinados. Desejando ver Mulan ter sucesso, Mushu cria uma silhueta do pai de Shang (fingindo-se ser ele), o general Li, ordenando que Shang siga o principal exército imperial para as montanhas. Os reforços partem, mas chegam a um acampamento incendiado e descobrem que o general Li e suas tropas foram massacrados pelos hunos.
Quando os reforços deixam as montanhas solenemente, eles são emboscados pelos hunos, mas Mulan habilmente usa um canhão para causar uma avalanche, que enterra a maioria dos invasores. O enfurecido Shan Yu a corta no peito, e sua decepção é revelada quando a ferida é enfaixada. Em vez de executar Mulan como a lei exige, Shang poupa sua vida, mas mesmo assim a expulsa do exército. Mulan é deixada para seguir sozinha enquanto os recrutas partem para a cidade imperial para relatar as notícias da destruição dos hunos. No entanto, descobre-se que vários guerreiros hunos, incluindo Shan Yu, sobreviveram à avalanche, e Mulan os avista quando eles se dirigem para a cidade, com a intenção de capturar o imperador.
Na cidade imperial, Mulan é incapaz de convencer Shang sobre a sobrevivência de Shan Yu. Os hunos capturam o imperador e tomam o palácio. Com a ajuda de Mulan, Yao, Ling e Chien-Po vestem-se como mulheres e entram no palácio. Com a ajuda de Shang, eles derrotam os homens de Shan Yu. Como Shang impede Shan Yu de assassinar o Imperador, Mulan atrai o líder Huno para o telhado, onde ela o enfrenta em um único combate. Enquanto isso, agindo de acordo com as instruções e sinais de Mulan, Mushu dispara um grande foguete em Shan Yu. O foguete ataca e o lança em uma torre de lançamento de fogos de artifício, onde ele morre na explosão resultante.
Mulan é agraciada pelo Imperador e pelos habitantes reunidos na cidade, que se curvam perante ela em sua honra. Enquanto ela aceita a timbre do Imperador e a espada de Shan Yu como presentes, ela recusa educadamente a oferta de ser sua conselheira, e pede para retornar à sua família. Mulan volta para casa e apresenta esses presentes para seu pai, que está muito feliz em ter Mulan de volta em segurança. Tendo se apaixonado por Mulan, Shang logo chega sob o pretexto de devolver o capacete, mas aceita o convite da família para jantar. Mushu é reintegrado como um guardião da família Fa pelos antepassados a meio de uma celebração de retorno.

## Elenco
- Ming-Na Wen como Mulan
  - Lea Salonga interpretou Mulan nas canções do filme
- Eddie Murphy como Mushu
- BD Wong como Capitão Li Shang
  - Donny Osmond interpretou Li Shang nas canções do filme
- Harvey Fierstein como Yao
- Gedde Watanabe como Ling
  - Matthew Wilder interpretou Ling nas canções do filme
- Jerry Tondo como Chien-Po
- James Hong como Chi-Fu
- Miguel Ferrer como Shan Yu, o líder dos Hunos
- Soon-tek Oh como Fa Zhou
- Freda Foh Shen como Fa Li
- June Foray como Vovó Fa
  - Marni Nixon interpretou a Vovó Fa nas canções do filme
- Miriam Margolyes como a casamenteira
- James Shigeta como General Li
- George Takei como o líder dos ancestrais de Mulan
- Pat Morita como o Imperador da China
- Mary Kay Bergman como vários dos ancestrais
- Frank Welker como Khan (o cavalo de Mulan), Cri-Kee (o grilo de Mulan) e vários membros do exército Hun

Kelly Chen, Coco Lee e Xu Qing dublaram Mulan nas versões em cantonês, mandarim taiwanês e padrão do filme, respectivamente, enquanto Jackie Chan fez a voz de Li Shang em todas as três versões chinesas e apareceu na versão dos videoclipes promocionais de "I'll Make a Man Out of You". O comediante taiwanês Jacky Wu fez a voz de Mushu na versão em mandarim.

## Produção

### Desenvolvimento
Em 1989 os estúdios da Walt Disney Feature Animation Florida foram inaugurados inicialmente com quarenta a cinquenta funcionários com o propósito original de produzir curtas e médias-metragens de desenho animado. No entanto, no final de 1993, após várias tarefas de animação em Beauty and the Beast (1991), Aladdin (1992) e O Rei Leão (1994), os executivos da Disney foram convencidos a permitir que os estúdios Feature Animation Florida produzissem seu primeiro filme em longa-metragem independente. Na mesma época, a Disney Feature Animation desenvolveu um interesse em lendas com temática asiática, começando com a opção de vários livros do autor de livros infantis Robert D. San Souci, que tinha um relacionamento de consultoria com o executivo da Disney Jay Dyer. Também nessa época, um curta-metragem que seria lançado direto para vídeo intitulado China Doll sobre uma garota chinesa oprimida e miserável que é levada por um príncipe encantado britânico para a felicidade no Ocidente estava em desenvolvimento. Thomas Schumacher perguntou a San Souci se ele tinha alguma história adicional, em resposta à qual San Souci entregou um manuscrito de um livro baseado no poema chinês "A Balada de Mulan". No final das contas, a Disney decidiu combinar os dois projetos separados.
Após a abertura dos estúdios Feature Animation Florida, Barry Cook, que atuava como animador de efeitos especiais da Disney desde 1982, dirigiu o curta-metragem animado de Roger Rabbit Trail Mix-Up produzido no Feature Animation. Em um convite para almoço com Thomas Schumacher, Cook recebeu dois projetos em desenvolvimento: um conto popular escocês com um dragão ou a história de Mulan. Conhecedor da existência de dragões na mitologia chinesa, Cook sugeriu adicionar um dragão a Mulan, no qual uma semana depois, Schumacher pediu a Cook que abandonasse o projeto escocês e aceitasse Mulan como seu próximo projeto. Depois disso, Cook foi imediatamente designado como o diretor inicial do projeto e citou influências de Charlie Chaplin e David Lean durante a produção. Enquanto trabalhava como animador nas gárgulas de O Corcunda de Notre Dame (1996), Tony Bancroft foi oferecido para co-dirigir o filme seguindo uma recomendação de Rob Minkoff, co-diretor de O Rei Leão, para Schumacher, na qual ele aceitou. Ele se juntou à equipe criativa do filme no início de 1995.
Em 1994, a equipe de produção enviou um grupo seleto de supervisores artísticos para a China por três semanas para tirar fotos e desenhos de marcos locais para inspiração e absorção da cultura local. Os principais membros da equipe criativa na época — Pam Coats, Barry Cook, Ric Sluiter, Robert Walker e Mark Henn — foram convidados a viajar para a China como uma viagem de pesquisa para estudar a paisagem, as pessoas e a história da lenda original de Fa Mulan. De 17 de junho a 2 de julho de 1994, os produtores voaram para Pequim, onde Coats se inspirou na colocação de bandeiras na Muralha da China. Eles também fizeram um tour por Datong, Luoyang, Xian, Jiayuguan, Dunhuang e Guilin.

### Roteiro
Em seus estágios iniciais, a história foi originalmente concebida como um filme de comédia romântica inspirado em Tootsie (1982), onde Mulan, que era uma moleca desajustada que amava seu pai, está noiva de Shang, a quem ela não conhece; no dia de seu noivado, seu pai Fa Zhou esculpe seu destino em uma tábua de pedra no templo da família, que ela quebra com raiva, fugindo para forjar seu próprio destino. Em novembro de 1993, Chris Sanders, que tinha acabado de terminar o trabalho de storyboard em O Rei Leão, esperava trabalhar em O Corcunda de Notre Dame até que Schumacher o nomeou para trabalhar em Mulan. Atuando como "Chefe de História", Sanders ficou frustrado com o aspecto de comédia romântica do enredo e pediu à produtora Pam Coats que fosse mais fiel à lenda original, fazendo com que Mulan saísse de casa por causa do amor por seu pai. Isso convenceu os cineastas a decidirem mudar a personagem de Mulan para torná-la mais atraente e altruísta.
A "Tomada Seis" (na qual Mulan toma a ordem de alistamento de seu pai, corta seu cabelo longo e veste a armadura dele) serviu como um momento crucial na evolução da personagem-título. O diretor Barry Cook explicou que a sequência começou inicialmente como um storyboard de música feito por Barry Johnson e redesenhado pelo designer de personagens Chen-Yi Chang. Após as mudanças na história para que Mulan saísse para salvar seu pai, a música foi descartada. O artista de storyboard e codiretor de história Dean DeBlois foi encarregado de revisar a sequência e decidiu abordar a cena com "diálogo mínimo". Auxiliado por uma seleção musical existente de outra trilha sonora de filme, por cortesia de Sanders, o rolo de sequência foi exibido para Peter Schneider e Thomas Schumacher, que ambos ficaram impressionados; DeBlois declarou: "A Tomada Seis foi a primeira sequência que foi colocada em produção e ajudou a estabelecer nossa abordagem 'silenciosa'". Além disso, o General Li não seria originalmente relacionado a Shang, mas ao mudar a história, os cineastas foram capazes de espelhar as histórias de amor de Shang e Mulan por seus pais. Como cristão, Bancroft se recusou a explorar o budismo no filme.
Como não havia dragão na lenda original, Mulan não tinha companheiros animais; foi Roy E. Disney quem sugeriu o personagem de Mushu. O veterano artista de história Joe Grant criou o personagem grilo Cri-Kee, embora o animador Barry Temple tenha admitido que tanto os diretores quanto o pessoal do departamento de história não o queriam no filme; Temple declarou: "As únicas pessoas que realmente o aprovaram eram Michael Eisner, Joe Grant e eu, porque o personagem me foi atribuído. Eu sentava em reuniões e eles diziam: 'Bem, onde está o grilo durante tudo isso?' Outra pessoa dizia: 'Vá para o inferno com o grilo!' Eles achavam que Cri-Kee era um personagem que não era necessário para contar a história [...]". Durante o desenvolvimento do filme, Grant passava esboços de desenhos de Cri-Kee por baixo da porta da sala dos diretores.

### Seleção de elenco
Antes mesmo do início da produção, a equipe de Mulan procurou talentos vocais chineses, japoneses, filipinos ou coreanos. Tia Carrere foi uma das primeiras candidatas a dar voz à personagem-título. No entanto, Lea Salonga, que tinha sido a voz da Princesa Jasmine em Aladdin, foi inicialmente escalada para fornecer tanto as vozes faladas e cantadas de Mulan, mas os diretores não ficaram satisfeitos com a voz mais grossa de Salonga quando ela precisava personificar Mulan como Ping. Com isso, Ming-Na Wen foi trazida para fornecer os diálogos de Mulan, enquanto Salonga permaneceu somente com a voz cantada da personagem. A própria Wen conseguiu o papel depois que os cineastas ouviram sua narração no início de The Joy Luck Club (1993). Coats refletiu sobre sua decisão, afirmando: "Quando ouvimos Ming-Na fazendo aquela narração, sabíamos que tínhamos nossa Mulan. Ela tem uma voz muito simpática e adorável, e essas são as qualidades que estávamos procurando".
Para o papel de Mushu, a Disney estava buscando os melhores talentos de Hollywood, na linha da atuação de Robin Williams como o Gênio em Aladdin. Os cineastas inicialmente abordaram Joe Pesci e Richard Dreyfuss até que Michael Eisner considerou Eddie Murphy. Depois de aceitar o papel, Murphy inicialmente recusou quando lhe pediram para gravar nos estúdios da Disney, mas depois conseguiu um acordo para gravar a voz do personagem em seu porão de sua mansão em Englewood, Nova Jersey.
Para a voz falada do Capitão Li Shang, BD Wong foi contratado, embora sua voz cantada, para a música "I'll Make a Man Out of You", tenha sido interpretada por Donny Osmond, que já havia feito um teste para ser a voz falada do personagem-título de Hércules (1997). A escalação de Osmond se originou de uma sugestão do diretor de elenco. Durante a gravação, Osmond estudou as fitas de diálogo de Wong e buscou combinar suas inflexões e personalidade. Da mesma forma, para o papel da avó Fa, June Foray forneceu a voz falada e Marni Nixon forneceu a voz cantada.
Mimi Chan foi escolhida por Mark Henn como modelo e referência de vídeo de artes marciais para Mulan. Sessões de desenho de personagens e filmagens de referência de vídeo em live-action foram feitas ao longo de três anos. O primo de Chan, George Kee, foi escolhido para interpretar o papel do Capitão Shang Li. Juntos, eles coreografaram sequências de luta para a música do filme “I'll Make a Man Out of You” e as cenas finais do filme.

### Animação e design

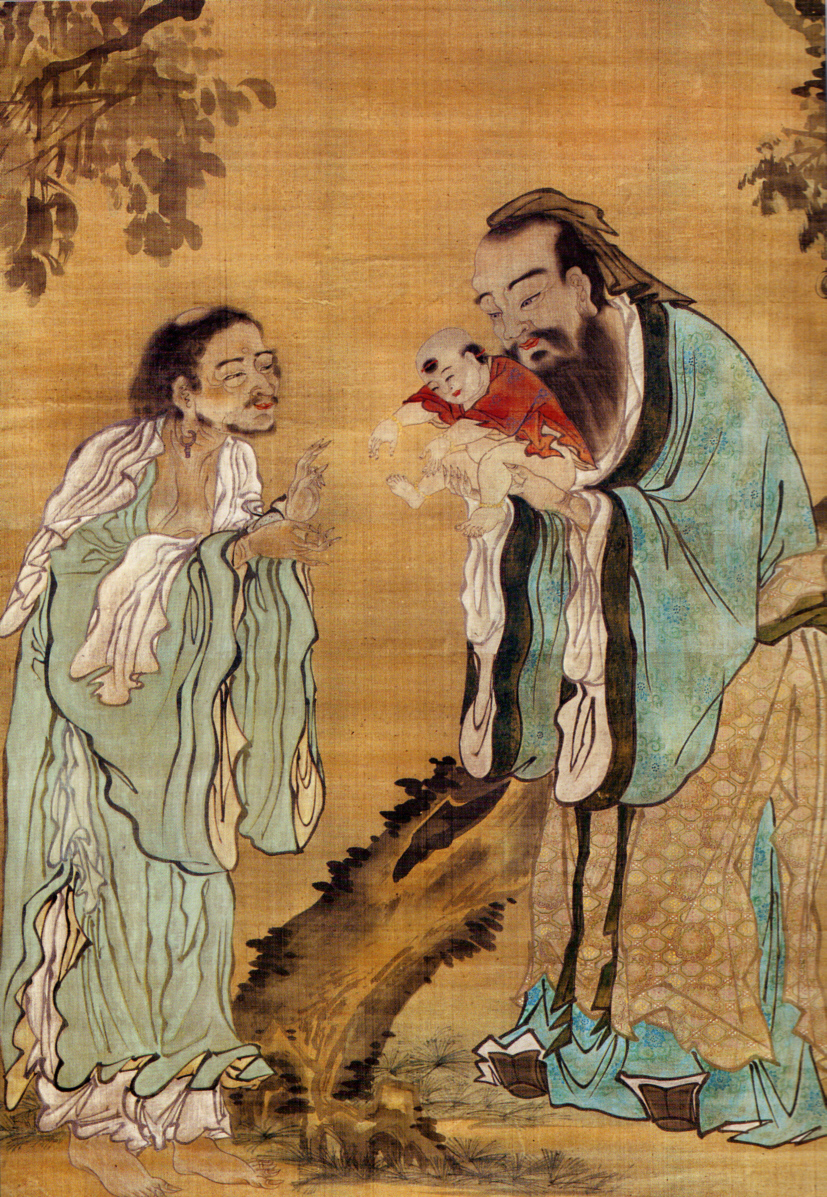
A equipe de animação se inspirou na arte chinesa antiga para a estética do filme

Para alcançar um visual harmonioso, o designer de produção Hans Bacher e o diretor de arte Ric Sluiter, juntamente com Robert Walker e o chefe de cenários de fundo Robert Stanton colaboraram para estabelecer uma localização cronológica adequada para o filme na história chinesa. Como não havia um consenso geral sobre a época da existência de Mulan, eles basearam o design visual nas dinastias Ming e Qing. Um elemento importante do design de Bacher foi tornar o estilo de arte mais próximo da pintura chinesa, com aquarela e desenho mais simples, em oposição aos detalhes de O Rei Leão e O Corcunda de Notre Dame. Bacher estudou ainda mais mais de trinta e cinco diretores de cinema, desde o expressionismo alemão da era do cinema mudo, épicos britânicos e americanos das décadas de 1950 e 1960 e os faroestes espaguete em busca de inspiração para composição, iluminação e encenação que estabeleceriam cenários que realçassem os personagens. Inspirações adicionais foram encontradas nos primeiros filmes de animação da própria Disney como Pinóquio (1940), Dumbo (1941) e Bambi (1942) para estabelecer um senso de encenação.
Em outubro de 1997, a Walt Disney Company anunciou uma grande expansão de suas operações de animação na Flórida, construindo um prédio de animação de quatro andares e 200.000 pés quadrados e a adição de 400 animadores à força de trabalho.
Para criar os 2.000 soldados durante a sequência de ataque dos hunos, a equipe de produção desenvolveu um software de simulação de multidão chamado Attila. Este software permite que milhares de personagens únicos se movam autonomamente. Uma variante do programa chamada Dynasty foi usada na sequência de batalha final para criar uma multidão de 3.000 pessoas na Cidade Proibida. A API aberta fotorrealista RenderMan da Pixar foi usada para renderizar a multidão. Outro software desenvolvido para este filme foi o Faux Plane, que foi usado para adicionar profundidade à pintura bidimensional plana. Embora desenvolvido no final do andamento da produção, o Faux Plane foi usado em cinco tomadas, incluindo a sequência dramática que apresenta a Grande Muralha da China e a sequência de batalha final quando Mulan corre para a Cidade Proibida. Durante a cena em que os cidadãos da China estão se curvando para Mulan, a multidão é um filme panorâmico de pessoas reais se curvando. Tal cena foi editada no primeiro plano animado desta.

## Música
As músicas apresentadas no filme foram escritas pelo compositor Matthew Wilder e pelo letrista David Zippel. Stephen Schwartz foi originalmente contratado para escrever as músicas para o filme. Após a viagem de pesquisa à China em junho de 1994, Schwartz foi contatado pelo ex-presidente do estúdio Disney Jeffrey Katzenberg para compor músicas para O Príncipe do Egito (1998), o que ele concordou. Peter Schneider, então presidente da Walt Disney Feature Animation, ameaçou remover o nome de Schwartz de qualquer material publicitário de Pocahontas e O Corcunda de Notre Dame. Michael Eisner ligou para Schwartz e o instou a desistir de seu compromisso com a DreamWorks, mas ele se recusou e deixou o projeto mesmo assim. Após a saída de Schwartz, suas três canções, "Written in Stone", "Destiny" e "China Doll", foram descartadas em meio a mudanças na história e nos personagens em 1995. Pouco depois, o executivo musical da Disney, Chris Montan, ouviu a demo de Matthew Wilder para uma adaptação musical do romance de Anne Rice Cry to Heaven, e selecionou Wilder para substituir Schwartz. Em julho de 1997, David Zippel se juntou para escrever as letras das canções. O filme apresentou cinco canções compostas por Wilder e Zippel, com uma sexta originalmente planejada para Mushu, mas descartada após o envolvimento de Eddie Murphy com o personagem.
Embora Danny Elfman e Thomas Newman tenham sido considerados para compor a trilha sonora do filme, a compositora inglesa Rachel Portman foi inicialmente selecionada para a função. No entanto, Portman engravidou durante a produção e decidiu desistir. Após a saída de Portman, Randy Edelman e o músico japonês Kitaro foram considerados até que Jerry Goldsmith ficou disponível após abandonar outro projeto.
A trilha sonora do filme é creditada por iniciar a carreira da cantora pop Christina Aguilera, cuja primeira música a ser lançada nos Estados Unidos foi sua interpretação de "Reflection", o primeiro single da trilha sonora de Mulan. A música e os vocais de Aguilera foram tão bem recebidos que lhe renderam um contrato de gravação com a RCA Records. Em 1999, ela lançaria seu álbum de estreia autointitulado, no qual "Reflection" também foi incluído. A versão pop de "Reflection" tem uma versão polonesa ("Lustro" interpretada por Edyta Górniak) e duas versões em espanhol (para a Espanha, interpretada por Malú, e América Hispânica, interpretada pela cantora mexicana Lucero). Outras versões internacionais incluem uma versão em português brasileiro de Sandy & Junior ("Imagem"), uma versão coreana interpretada por Lena Park e uma versão em mandarim de Coco Lee.
A música apresentada durante a cena do corte de cabelo, intitulada "Mulan's Decision", é diferente do álbum da trilha sonora. O álbum usa uma trilha orquestrada, enquanto o filme usa uma música de sintetizador pesada. A versão do sintetizador está disponível no lançamento do álbum em edição limitada em CD. Salonga, que frequentemente canta músicas de filmes em seus shows, fez um medley da Disney que culmina com uma versão expandida de "Reflection" (não a mesma da versão de Aguilera). Salonga também forneceu a voz para Mulan na sequência do filme, Mulan II.

## Lançamento

### Marketing
O teaser trailer do filme foi lançado em junho de 1997, anexado aos lançamentos teatrais de Hércules, A Pequena Sereia (que estava sendo relançado) e Flubber. Os primeiros teasers para a televisão foram exibidos durante a cobertura da CBS das Olimpíadas de Inverno de 1998.
Devido aos desempenhos de bilheteria decepcionantes de O Corcunda de Notre Dame e Hércules, a Disney restringiu a campanha de marketing para Mulan, gastando US$ 30 milhões em anúncios promocionais, que foi metade do valor gasto para Hércules lançado no ano anterior. Em vez de realizar uma estreia num evento de mídia luxuoso como as dos últimos anos (como a estreia de Pocahontas no Central Park em 1995 e trazer a parada Main Street Electrical para a Quinta Avenida para Hércules), a Disney optou por estrear o filme em 5 de junho de 1998, no Hollywood Bowl, enfeitando o local com lanternas chinesas e distribuindo biscoitos da sorte. Dois dias antes de seu lançamento amplo, o McDonald's lançou sua campanha promocional incluindo um dos oito brinquedos grátis temáticos com a compra de um McLanche Feliz. A promoção também incluiu molho Szechuan para seus Chicken McNuggets, que seria referenciado em um episódio de 2017 da série Rick and Morty do canal Adult Swim, e posteriormente trazido de volta pelo McDonald's como um item promocional relacionado ao programa.
Em colaboração com a Disney, a Hyperion Books publicou The Art of Mulan, de autoria de Jeff Kurtti, que narrou a produção do filme. Além de sua publicação, a Hyperion também lançou um "livro sanfonado dobrável" de colecionador do antigo poema que inspirou o filme. Em 18 de agosto de 1998, cerca de 3.700 mochilas e 1.800 peças de bagagem temáticas de Mulan foram recolhidas de volta ao seu fabricante, a Pyramid Accessories Inc., quando foi descoberto que continham tinta à base de chumbo.

### Mídia doméstica
O filme foi lançado pela primeira vez em VHS em 2 de fevereiro de 1999, como parte da linha Walt Disney Masterpiece Collection. Mulan foi lançado em DVD em 9 de novembro de 1999, como uma edição limitada da Disney por um período sessenta dias antes de entrar em moratória. Em 1º de fevereiro de 2000, foi relançado em VHS e DVD como parte da linha Walt Disney Gold Classic Collection. O VHS e o DVD foram acompanhados por dois videoclipes de "Reflection" e "True to Your Heart", enquanto o DVD continha adicionalmente o trailer teatral e esboços da arte dos personagens. O lançamento da Gold Collection foi devolvido ao Disney Vault em 31 de janeiro de 2002. Em 26 de outubro de 2004, a Walt Disney Home Entertainment relançou uma cópia restaurada de Mulan em VHS e como um DVD de edição especial de 2 discos.
Em março de 2013, a Walt Disney Studios Home Entertainment lançou Mulan e Mulan II em Blu-ray e DVD para coincidir com o 15º aniversário do filme.
Em setembro de 2017, Mulan passou a ficar disponível para usuários da Netflix por meio de seu serviço de streaming. Entretanto, dois anos depois o título foi retirado para ser disponibilizado exclusivamente pelo próprio serviço de streaming da Disney, o Disney+. No ano seguinte, Mulan foi lançado em Blu-ray 4K.

## Recepção

### Bilheteria
Mulan arrecadou US$ 22,8 milhões em seu fim de semana de estreia, ficando em segundo lugar atrás de The X-Files. O filme arrecadou US$ 120 milhões nos Estados Unidos e Canadá, e US$ 304 milhões em todo o mundo, tornando-se o segundo filme de família de maior bilheteria do ano, atrás de A Bug's Life, além de conseguir ser o sétimo filme de maior bilheteria do ano no geral.
Embora Mulan conseguisse resultados melhores na receita norte-americana do que os dois filmes de animação da Disney que o precederam, O Corcunda de Notre Dame e Hércules, seus retornos de bilheteria não conseguiram igualar os dos filmes do estúdio da primeira metade do Renascimento da Disney, como Beauty and the Beast, Aladdin e O Rei Leão. Internacionalmente, o filme teve um desempenho comercial notável no Reino Unido e na França, onde Mulan arrecadou US$ 14,6 milhões e US$ 10,2 milhões, respectivamente.

### Resposta crítica
O filme recebeu críticas geralmente positivas dos especialistas, que o elogiaram por explorar temas como força, feminismo e papéis de gênero. O site agregador de críticas Rotten Tomatoes deu ao filme uma taxa de aprovação de 92% com base em 142 avaliações e uma classificação média de 7,9/10 sob o seguinte consenso: "Explorando temas de dever e honra familiar, Mulan inova como um filme da Disney, ao mesmo tempo em que traz animação vibrante e personagens alegres para a tela". Em uma contagem regressiva de 2009, o Rotten Tomatoes também o classificou em décimo sétimo lugar entre os cinquenta filmes de animação canônicos da Disney. No Metacritic, o filme tem a pontuação 72/100, com base em 24 críticos, indicando "críticas geralmente favoráveis". O público entrevistado pelo CinemaScore deu ao filme uma rara nota média "A+".
Roger Ebert, revisando o filme para o Chicago Sun-Times, deu a Mulan três estrelas e meia de quatro em sua crítica escrita declarando que "Mulan é uma conquista impressionante, com uma história e tratamento do mesmo porte de Beauty and the Beast e O Rei Leão". Da mesma forma, James Berardinelli do ReelViews concedeu ao filme três estrelas e meia de quatro elogiando o personagem principal, seu tema de guerra e a animação; ele concluiu que "os adultos apreciarão a profundidade da caracterização, enquanto as crianças amarão o ajudante de Mulan, um dragão colorido chamado Mushu. Todos ficarão entretidos com o enredo rápido e a rica animação". Todd McCarthy da Variety chamou o filme de "uma história de empoderamento feminino por excelência, bem como um filme de 'censura G' que pode ter forte apelo para muitos adultos"; McCarthy elogiou ainda mais o elenco de dubladores e o design de fundo, mas no geral sentiu que o filme "vai até a metade do caminho para estabelecer novos limites para os filmes de animação da Disney e da indústria, o que não é longe o suficiente". Owen Gleiberman da revista Entertainment Weekly classificou o filme com uma nota B+: "Vivamente animado, com uma paleta explosiva que evoca tanto a grandeza invernal quanto o esplendor decorativo da China antiga, Mulan é artístico e satisfatório de uma forma ligeiramente remota".
O crítico Gene Siskel do jornal Chicago Tribune descreveu o filme como "uma grande decepção quando comparado com outros filmes recentes do estúdio sobre uma heroína em busca de independência"; Siskel criticou ainda mais a caracterização de Mulan em comparação com Ariel e Bela, e afirmou que o "design do filme não aproveita a inspiração fornecida por artistas chineses clássicos, além das canções não serem memoráveis". Da mesma forma, Janet Maslin do The New York Times criticou a falta de detalhes na arte de fundo e descreveu-a como "a mais inerte e estereotipada dos filmes de animação recentes da Disney". Analisando o filme para o jornal Los Angeles Times, Kenneth Turan declarou: "Mulan tem suas realizações, mas ao contrário do melhor da produção da Disney, parece mais fabricado do que mágico"; enquanto Turan elogiava a personagem-título, ele escreveu: "o padrão hip-hop (prepare-se para piadas sobre travestismo) é tão morno que nem mesmo cinco escritores creditados conseguem revivê-lo, e as canções de Matthew Wilder e David Zippel (com Lea Salonga e Donny Osmond cantando para os papéis principais) não têm a centelha que as letras de Zippel trouxeram ao subestimado Hércules". Ed Gonzalez do portal Slant Magazine criticou o filme como "sem alma" em seu retrato da sociedade do leste asiático.
Mulan também foi alvo de comentários de críticas feministas. Mimi Nguyen disse que o filme "zomba dos papéis de gênero repressivos que buscam fazer de Mulan uma criatura domesticada". Pam Coats, a produtora de Mulan, disse que o filme visa apresentar uma personagem que exibe influências masculinas e femininas, sendo forte física e mentalmente.

### Recepção na China
A Disney estava ansiosa para promover Mulan para os chineses, esperando replicar seu sucesso com o filme de 1994 O Rei Leão, que foi um dos filmes ocidentais de maior bilheteria do país naquela época. O estúdio também esperava que isso pudesse suavizar as relações com o governo chinês que azedaram após o lançamento de Kundun (1997), uma biografia do Dalai Lama financiada pela Disney que o governo chinês considerou politicamente provocativa. A China ameaçou restringir as negociações comerciais com a Disney sobre aquele filme e, como o governo só aceitava dez filmes estrangeiros para serem exibidos na China a cada ano, as chances de Mulan ser um dos filmes selecionados eram baixas.
Finalmente, após um ano de atraso, o governo chinês permitiu que o filme tivesse um lançamento limitado no país, mas somente após o Ano Novo Chinês, para garantir que os filmes locais dominassem o mercado de férias. No entanto, publicações de jornais chineses relataram que a recepção crítica e do público na China foi negativa no geral, com muitos locais acusando a Disney de "ocidentalizar" o conto. Os chineses também reclamaram da representação de Mulan como sendo muito estrangeira e da história como sendo muito diferente da lenda tradicional. Além da data de lançamento desfavorável, outro favor que contribuiu para o fracasso do filme no país foi a pirataria desenfreada.

### Prêmios e indicações
| Prêmio        | Data da cerimônia       | Categoria                                                  | Receptor(es) e Indicado(s)                     | Resultado | Ref. |
| ------------- | ----------------------- | ---------------------------------------------------------- | ---------------------------------------------- | --------- | ---- |
| Oscar         | 23 de março de 1998     | Melhor Trilha Sonora                                       | Jerry Goldsmith, Matthew Wilder e David Zippel | Indicado  |      |
| Globo de Ouro | 18 de janeiro de 1998   | Melhor Trilha Sonora                                       | Mulan                                          | Indicado  |      |
| Globo de Ouro | 18 de janeiro de 1998   | Melhor Canção Original                                     | Reflection                                     | Indicado  |      |
| Grammy Awards | 24 de fevereiro de 1999 | Melhor Canção Composta Para um Filme ou Série de Televisão | True to Your Heart                             | Indicado  |      |
| Annie Award   | 13 de novembro de 1998  | Melhor Filme de Animação                                   | Mulan                                          | Venceu    |      |

## Legado
A World History Encyclopedia atribuiu ao filme a introdução da lenda de Mulan a um público mais vasto, inspirando por sua vez um maior interesse pela história e literatura chinesas.

### Videogame
Um livro de histórias interativo de aventura point-and-click para Windows, Macintosh e PlayStation baseado no filme, Disney's Animated Storybook: Mulan (intitulado Disney's Story Studio: Mulan no PlayStation), foi lançado em 15 de dezembro de 1999. O jogo foi desenvolvido pela Media Station para computadores e Revolution Software (sob o nome "Kids Revolution") para PlayStation. O jogo foi recebido com recepção geralmente positiva e detém uma classificação média de 70,67% no site agregador de análises GameRankings.

### Adaptação em live-action
A Walt Disney Pictures expressou pela primeira vez interesse em uma adaptação live-action de Mulan na década de 2000. A atriz Zhang Ziyi iria estrelar com Chuck Russell sendo escolhido como diretor. O filme foi originalmente planejado para começar a ser rodado em outubro de 2010, mas acabou sendo cancelado.
Em 2015, a Disney começou novamente a desenvolver um remake em live-action. O tratamento do roteiro de Elizabeth Martin e Lauren Hynek supostamente apresentava um comerciante branco que se apaixona por Mulan e é atraído para um papel central no conflito do país com os hunos. De acordo com uma fonte da Vanity Fair, o roteiro especulativo foi apenas um "ponto de partida" e todos os personagens principais seriam de fato chineses. Os roteiristas de Dawn of the Planet of the Apes (2014) e Jurassic World (2015), Rick Jaffa e Amanda Silver, foram contratados para reescreverem o roteiro de Hynek e Martin com Chris Bender, JC Spink e Jason Reed atuando como produtores. Em fevereiro de 2017, foi anunciado que Niki Caro seria a diretora do projeto. O processo de seleção de uma atriz chinesa para interpretar a protagonista começou em outubro de 2016. O filme estava originalmente programado para ser lançado em 2 de novembro de 2018, mas depois foi retirado do cronograma de lançamento com O Quebra-Nozes e os Quatro Reinos ocupando seu antigo espaço. Em 29 de novembro de 2017, Liu Yifei foi escalada como a personagem titular.
O filme teve sua estreia em Hollywood em 9 de março de 2020. A Disney originalmente programou o filme para ser lançado nos cinemas em 27 de março de 2020; no entanto, por conta da pandemia de COVID-19 a data foi adiada para 24 de julho e depois para 21 de agosto. Contudo, devido à piora da situação da pandemia, o lançamento do filme nos cinemas foi cancelado nos Estados Unidos e, em vez disso, o remake teve sua estreia através do Disney+ mediante pagamento de uma taxa exclusiva em 4 de setembro de 2020; o filme posteriormente foi lançado teatralmente em países onde os cinemas foram reabertos, como a China, bem como em outros países que ainda não possuíam o Disney+. Embora sua bilheteria tenha sido gravemente afetada pela crise sanitária, o filme foi bem recebido pela crítica especializada.